# Лабораторія Декстера
Лабораторія Декстера (англ. Dexter's Laboratory) — популярний мультсеріал США про хлопчика-генія, який створив свою лабораторію. Прем'єра першої серії відбулась 28 квітня 1996 року. До цього режисер Дженнді Тартаковський зняв короткометражний мультфільм про пригоди маленького героя «Декстер і Старша сестра». Фільм номінувався на премію Еммі у 1995 році. Це фантастична комедія з елементами фантастики. У Декстера є сестра Ді Ді, яка відрізняється від брата неувагою і тягою на гарні кнопки. Батьки у них звичайні. Геннадій Тартаковський, Роб Рензетті, Крейг МакКракен, Ренді Мейерс, Джон МакІнтейр і Кріс Савіно зняли чотири сезони цього серіалу. У 2003 році серіал перестали знімати.

## Сюжет
Маленький геній-коротун, який обожнює свою лабораторію, у якій він сидить цілими днями, роблячи експерименти і ненавидить вулицю, бо думає, що вона — обитель зла, вічно попадає у різні халепи. Також у нього є сестра Ді Ді, яка вічно зриває його експерименти через цікавість і тягу нашкодити меншому брату. А ще у нього є батьки, які дуже люблять своїх дітей, але майже не приділяють їм часу. Мама вічно трудиться на кухні, а тато завжди читає газету, а сам Декстер у цей час робить божевільні експерименти. У нього завжди з'являються проблеми, які він намагається вирішити завдяки своєму величезному мозку.

## Виробництво
Під час відвідування CalArts Тартаковський намалював високу худу дівчину, що танцює, і вирішив поєднати її з низькорослою та товстою протилежністю. Ці два персонажі згодом перетворилися на Ді Ді та Декстера відповідно, хоча вони залишалися без імен, поки він не почав розширювати концепцію для Cartoon Network. Щоб ще більше протиставити двох персонажів, Тартаковський  визначив, що Ді Ді буде артистичною, а Декстер буде зосереджений на науці.
Імена Декстер та Ді Ді були знайдені в книгах імен. „Декстер” привернув його увагу тим, що звучав науково, тоді як „Ді Ді” сподобався йому своєю унікальністю, яка доповнювала дві косички героїні.

## Персонажі
- Декстер — малий геній, який вічно сидить у своїй лабораторії і робить експерименти. Йому лише десять років і він дуже чуйний, він не боїться подорожей у часі і подорожей на інші планети, але тільки якщо на цих планетах не поїдають людей.
- Ді Ді — дванадцятирічна шкодниця і любителька поні-принцес, яка вічно зриває експерименти Декстера і любить трощити вщент його лабораторію. І хоч Мендерк — головний ворог Декстера по науці, то вона його головний ворог по всьому іншому, хоч сама цього не знає.
- Тато — персонаж, який майже завжди читає газету сидячи у вітальні або кухні. Коли він читає газету, то навіть кінець світу не змусить його запанікувати. Він дуже любить свою дружину і любить тягнути її цілуватися.
- Мама — персонаж, який майже завжди трудиться на кухні, миючи посуд або роблячи їсти. Вона дуже любить Декстера, який дуже не любить проводити час з мамою і Ді Ді, яка зовсім не проти, але мама їм цього і не пропонує.
- Мавпа/Супермавпа — піддослідна мавпа Декстера, яка під час експерименту у одній з серій стала супергероєм. Вона завжди готовий прийти на допомогу поліції і громадянам, які потребують допомоги.
- Мендерк — головний ворог Декстера, дванадцятирічний хлопчак, науковий геній, який ховає своє справжнє дівчаче ім'я, покрите ганьбою — Сьюзен Асторономонов і який завжди готовий присвоїти собі план Декстера, кажучи, що це його ідея. Також він дуже любить прекрасну, на його погляд Ді Ді, сестру Декстера.

## Показ
31 грудня 2000 року  Cartoon Network транслювала свій новорічний марафон, в якому, серед інших програм, була показана Лабораторія Декстера.
18 листопада 2001 року транслювався 12-ти годинний марафон «Dexter Goes Global» у 96 країнах і 12-ма мовами. У цьому марафоні були обрані фанатами епізоди Лабораторії Декстера, а кульмінацією стала прем'єра двох нових епізодів третього сезону.
З 2005 по 2008 рік Лабораторія Декстера повторювалася сегментами на Cartoon Network разом з іншими мультсеріалами тієї епохи.
В Україні, мультсеріал попередньо транслювався по Новому каналу з 2001 по 2002 року. Повторний показ були також показані на ТЕТ і ПлюсПлюс.